# Тайваньский хокло
Тайва́ньский хокло (臺灣閩南語 Tâi-oân Bân-lâm-gí (Bân-lâm-gú)) или тайва́ньский язы́к (台語 Tâi-gí / Tâi-gú) — распространённый на Тайване вариант языка хокло (входит в китайскую подсемью сино-тибетской семьи). На этом же языке говорят в южной части китайской провинции Фуцзянь, от которой Тайвань отделён проливом.

## Название
Термин Тайги (台語 Tâi-gí «тайваньский язык») на Тайване иногда предпочитается как менее связанный с Китаем, в противовес Баньламги (閩南語 Bân-lâm-gí «баньламский язык»). Один из основных аргументов в пользу названия Тайги состоит в том, что оно было использовано раньше, чем Баньламги. Первое упоминание термина Тайги находится в 1852 году, в комментарии к стихотворению из книги «Стихи на звуки моря» 海音詩 за авторством цинского чиновника Лау Кабо 劉家謀 (уроженца нынешнего Фучжоу):
Для гадания используют «красные черепашьи пирожки» 紅龜粿 Âng-ku-kóe. В тайваньском языке слово «черепаха» 龜 ku звучит как «жить» 居 ku из «жить в богатстве» 居財 ku-châi. Используют каждый раз несколько сотен штук, выбрасывают их как грязь, совсем не жалеют.
Оригинальный текст (кит.)吉凶事，皆用「紅龜粿」；台語「龜」若「居」，取「居財」之意也。每用，常數百箇；其棄之也如泥沙，暴殄甚矣。«Стихи на звуки моря» 《海音詩》, 1852
В то же время название Баньламги впервые упоминается только в 1935 году, в шанхайской газете Shun Pao 申報:
…всего ограбили больше двацати человек, среди них три женщины. Все одеты в студенческую форму, с ней носят чёнсам, штаны, куртку и прочее. Говорят на языке хинхва, некоторые ещё говорят на баньламском языке…
Оригинальный текст (кит.)……盜共二十餘人、中有三女性、皆衣學生裝、餘着長衫短裝不一、操興化語、間亦有操閩南語者……«Амойские пираты грабят локанский пароход», газета Shun Pao, 6 мая 1935 года 《申報》1935年5月6日“廈門海盜騎劫鷺江輪”
Отдельные маргинальные точки зрения утверждают, что Баньламги и Тайги являются разными языками, так как тайваньский хокло вобрал в себя ряд заимствований из японского и языков коренных народов Тайваня и долгие годы развивался отдельно от хокло на материке. Это мнение, однако, не находит поддержки у лингвистов по обеим сторонам пролива.
С другой стороны, название Тайги активно популяризовывалось в годы японского владения Тайванем, из-за чего прогоминьдановски настроенные тайваньцы могут избегать этого термина. Некоторые из них считают, что термин «тайваньский язык» для хокло не учитывает другие языки Тайваня — по их мнению, хотя подавляющее большинство населения Тайваня принадлежит к хокло, их язык не должен представлять весь Тайвань и называться тайваньским. Инициативы по продвижению тайваньского хокло некоторые прокитайские активисты встречают требованием в той же мере поддерживать другие языки Тайваня: хакка, севернокитайский, языки аборигенов и даже языки «новых тайваньцев» (иммигрантов из Филиппин, Вьетнама, Индонезии и т. д.).
В августе 2024 года тайваньские Министерство культуры и Министерство образования официально утвердили для тайваньского хокло название «тайваньский Тайги» 臺灣台語, по аналогии с другими названиями языков Тайваня: тайваньским хакка 臺灣客語, тайваньским жестовым языком 臺灣手語 и т.д. До этого в публикациях государственных ведомств Тайваня существовал некоторый разнобой в наименованиях: они чаще употребляли название Баньламги 閩南語, но также использовались названия «Тайги» 台語, «тайваньский Баньламги» 台灣閩南語, «тайваньский Тайги» 臺灣台語.
В КНР слово Тайги входит в список цензурируемых слов агентства Синьхуа, его использование в любых публикациях и репортажах запрещено.

## Распространение
Тайваньский язык распространён на острове Тайвань. На нём говорит бо́льшая часть населения острова (около 70 % населения, этнические хокло). Хокло составляли ещё больший процент населения до массовой иммиграции из материкового Китая в 1949 году, последовавшей после эвакуации правительства Чан Кайши на Тайвань. По отношению к иммигрантам и их потомкам носители тайваньского являются коренными жителями острова, хотя и до появления на Тайване холо там в свою очередь жили носители автохтонных тайваньских языков, относящихся к австронезийской семье (цоуского и др.), в настоящее время крайне малочисленные.
В 2017 получил статус «национального языка» на Тайване. На нём читаются некоторые объявления в тайбэйском метро. Развита негосударственная пресса, Интернет, издаются книги. Употребительны как китайские иероглифы, так и разработанная европейскими миссионерами письменность на основе латиницы — пэвэдзи (白話字 pe̍h-oē-jī, сокращённо POJ), однако официальной является несколько видоизменённая система тайло.

## Классификация
Диалекты тайваньского классифицируют по их близости к акцентам материкового хокло: от склоняющихся к южным до склоняющихся к северных. Большинство тайваньских диалектов хокло происходят от смешавшихся в разной пропорции старых форм материковых.
| Северный хокло                                                         |
| ---------------------------------------------------------------------- |
| Луган                                                                  |
| острова Пэнху; прибрежная полоса на окраине Юньлиня, Чжанхуа, Тайчжуна |
| Тайбэй, Синьчжу                                                        |
| Цзяи, Гаосюн, Тайдун                                                   |
| удалённая от берега часть Юньлиня, Чжанхуа, Тайчжуна; северный Таоюань |
| Илань                                                                  |
| Южный хокло                                                            |

## Лингвистическая характеристика

### Фонетика
Согласные тайваньского те же, что и в прибрежных диалектах хокло — имеются 14-15 инициалей. Инициаль /dz/ сохранилась в большинстве тайваньских диалектов, включая многие тайбэйские. Исключение составляют наиболее приближенные к северному (Луган, Синьчжу, северо-запад Тайбэя), где она перешла в /l/. У некоторых носителей на юге Тайваня инициаль /dz/ переходит в /g/. Финали на Тайване в целом ближе к финалям «островного» амойского.
| знак | Цюаньчжоу |       | Луган | Тайбэй     | Гаосюн     | Тайнань    | Тайчжун    | Илань      |  | Чжанчжоу |
| 門   | mn̂g       | mn̂g   | mn̂g   | mn̂g        | mn̂g        | mn̂g        | mûi        | mûi        |  |          |
| 羊   | iûⁿ       | iûⁿ   | iûⁿ   | iûⁿ        | iôⁿ [iɔⁿ]  | iûⁿ        | iûⁿ        | iôⁿ [iɔⁿ]  |  |          |
| 關   | kuiⁿ      | kuiⁿ  | kuiⁿ  | koaiⁿ      | koaiⁿ      | koaiⁿ      | koaiⁿ      | koaⁿ       |  |          |
| 森   | serm      | serm  | sim   | sim        | sim        | som [-ɔm]  | som [-ɔm]  | som [-ɔm]  |  |          |
| 青   | chhiⁿ     | chhiⁿ | chhiⁿ | chheⁿ [-ẽ] | chheⁿ [-ẽ] | chheⁿ [-ẽ] | chheⁿ [-ẽ] | chheⁿ [-ɛ̃] |  |          |
| 初   | chhoe     | chhoe | chhoe | chhe       | chhe       | chhe       | chhe       | chhe       |  |          |
| 尾   | bér       | bér   | bé    | bóe        | bóe        | bóe        | bóe        | bóe        |  |          |

Тоны на большей части Тайваня также схожи с амойскими. В тоновых сандхи во многих диалектах (преимущественно «склоняющихся к северным») наблюдается черта, характерная для диалекта Тунъаня: «светлый ровный» тон 陽平 после сандхи не сливается с «тёмным ровным» 陰平, как в амойском и южных, а произносится заметно ниже, сливаясь скорее со «светлым уходящим» 陽去.
|        | без сандхи | без сандхи | без сандхи | без сандхи |       | после сандхи | после сандхи | после сандхи | после сандхи |
| 平     | 上         | 去         | 入         | 平         | 上    | 去           | 入           |              |              |
| Луган  |            |            |            |            |       |              |              |              |              |
| 陰     | 33 ˧       | 55 ˥       | 31 ˧˩      | 5 ˥        |       | 33 ˧         | 35 ˧˥        | 55 ˥         | 55 ˥         |
| 陽     | 24 ˨˦      | 22 ˨       | 31 ˧˩      | 35 ˧˥      | 11 ˩  | 11 ˩         | 11 ˩         | 11 ˩         |              |
| Тайбэй |            |            |            |            |       |              |              |              |              |
| 陰     | 44 ˦       | 53 ˥˧      | 21 ˨˩      | 32 ˧˨      |       | 22 ˨         | 44 ˦         | 53 ˥˧        | 4 ˦          |
| 陽     | 24 ˨˦      | 22 ˨       | 22 ˨       | 4 ˦        | 21 ˨˩ | 21 ˨˩        | 21 ˨˩        | 32 ˧˨        |              |
| Гаосюн |            |            |            |            |       |              |              |              |              |
| 陰     | 44 ˦       | 41 ˦˩      | 21 ˨˩      | 32 ˧˨      |       | 33 ˧         | 44 ˦         | 53 ˥˧        | 4 ˦          |
| 陽     | 23 ˨˧      | 33 ˧       | 33 ˧       | 4 ˦        | 21 ˨˩ | 21 ˨˩        | 32 ˧˨        |              |              |
| Илань  |            |            |            |            |       |              |              |              |              |
| 陰     | 55 ˥       | 51 ˥˩      | 11 ˩       | 32 ˧˨      |       | 33 ˧         | 55 ˥         | 51 ˥˩        | 53 ˥˧        |
| 陽     | 14 ˩˦      | 33 ˧       | 33 ˧       | 3 ˧        | 11 ˩  | 11 ˩         | 11 ˩         |              |              |

Тон 陰入 («тёмный входящий») после сандхи, хотя и обозначен как 4 ˦, на самом деле не совпадает с тоном 陽入 («светлым входящим», 4 ˦) без сандхи, а является слегка падающим, «урезанным» тоном 陰上 («тёмным восходящим», 53 ˥˧ ~ 41 ˦˩), как и в амойском.

### Грамматика
Грамматика тайваньского хокло в целом идентична грамматике хокло материкового.
Одно из заметных отличий — в тайваньском предлог 共 kā, вводящий объект действия, гораздо чаще используется перед существительными (в том числе со счётными словами, определениями). В других вариантах хокло (в Фуцзяни, в ЮВА) этот предлог обычно используется после существительных с номинальным объектом (то есть в виде 共伊 kā i). Например, из двух предложений ниже, первый вариант менее употребим на материке (хотя и не ошибочен), но более приемлем для носителей тайваньского:
共雞刣捒。 Kā koe thâi-sak.
«Зарежь курицу.»
雞共伊刣捒。 Koe kā i thâi-sak.
«Зарежь курицу.» (букв. «курица — зарежь её»)
Некоторые работы связывают это с влиянием предлога 把 bǎ севернокитайского языка, однако в тайваньском его варианте этот предлог используется реже, чем в других мандариноязычных регионах. Кроме того, 共 kā в тайваньском хокло имеет меньше ограничений на использование, чем 把 bǎ в мандаринском. В тайваньском допустимы такие предложения:
⽼師共兩個學⽣罵。 Lāu-su kā nn̄g ê ha̍k-seng mē. [Тайвань]
[*]⽼師把兩個學⽣罵。 Lǎoshī bǎ liǎng gè xuéshēng mà. [мандар.]
«Учитель выругал двоих учеников.»
(兩個學⽣ nn̄g ê ha̍k-seng/兩個學⽣ liǎng gè xuéshēng — неопределённый объект, в мандаринском здесь недопустимо 把 bǎ, оно требует определённого или общего объекта («этот ученик» или «ученики (как категория)»)
伊共⾨一直挵。 I kā mn̂g ı̍t-tı̍t lòng. [Тайвань]
[*]他把⾨⼀直敲。 Tā bǎ mén yīzhí qiāo. [мандар.]
«Он продолжал стучаться в дверь.»
(一直挵 ı̍t-tı̍t lòng/⼀直敲 yīzhí qiāo означает длящееся действие, в мандаринском здесь не используется 把 bǎ, оно требует глагола в совершенном виде)

### Лексика
В тайваньском есть некоторое количество японских заимствований. В «Словаре общеупотребимых слов тайваньского хокло» (臺灣閩南語常用詞辭典), выпущенном Министерством Образования Тайваня, зафиксировано почти две сотни японских слов. Хотя они составляют лишь малую долю лексики, многие из них являются частоупотребимыми:
| слово           | значение           | источник            |
| --------------- | ------------------ | ------------------- |
| 麭 pháng        | «хлеб»             | パン пан            |
| 看板 kha̋ng-páng | «вывеска, билборд» | 看板 канбан         |
| 便當 piān-tong  | «бэнто»            | 便當 бэнто          |
| 便所 piān-só͘    | «туалет»           | 便所 бэндзё         |
| 味素 bī-sò͘      | «глутамат натрия»  | 味の素 адзи-но-мото |
| 歐兜邁 o͘-tó͘-bái | «мотоцикл»         | オートバイ оːтобай  |